# 鬥牛舞

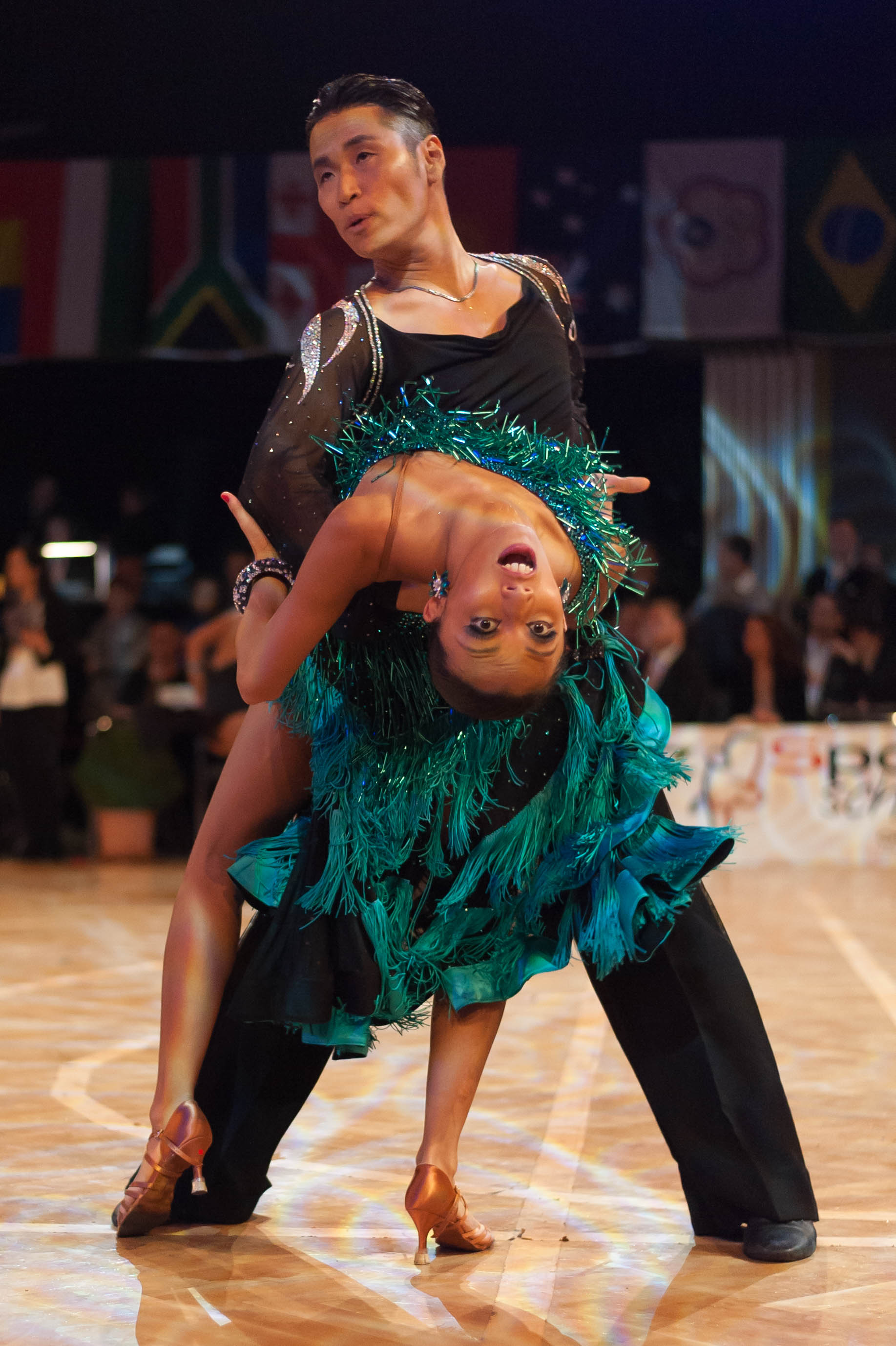
鬥牛舞

鬥牛舞是从鬥牛运动演变而來，本為西班牙的進行曲，西班牙文“paso doble”的意思是“两步”。
鬥牛舞是一种两步舞，男士象征鬥牛士，女士象征鬥牛士用以激怒公牛的红色斗篷，所以女士有相当大的跳跃、旋转动作，男女动作都相当舒展、激烈，和雄壯威武的舞蹈風格和剛勁十足的音乐配合非常一致。
伴奏音乐为2/4拍，节奏明显，一般跳舞常使用法国作曲家比才（Georges Bizet）为歌剧“卡门”（Carmen）作的“鬥牛士之歌”伴奏。

## 步法
1. 分离步
2. 攻击步
3. 并进及反并进[1]

## 外部連結
- 影片片段：2006年 美国業餘拉丁舞比賽 鬥牛舞 （页面存档备份，存于）
- 黑池明星里卡多&尤莉娅 斗牛舞表演[永久]